# Apillapampa
Apillapampa es una localidad de Bolivia. Administrativamente se encuentra en el municipio de Capinota de la provincia de Capinota en el departamento de Cochabamba. En 2012 tenía una población estimada de 2.359.

## Geografía
En cuanto a distancia, se encuentra a 95 km de la ciudad de Cochabamba, la capital departamental, y está situada a 3.322 metros sobre el nivel del mar.

## Demografía
Según el último censo de 2012 realizado por el Instituto Nacional de Estadística de Bolivia (INE), la localidad cuenta con una población de 2.359 habitantes.
| Año  | Población | Fuente                  |
| ---- | --------- | ----------------------- |
| 1992 | 1.000     | Censo boliviano de 1992 |
| 2001 | 1.789     | Censo boliviano de 2001 |
| 2012 | 2.359     | Censo boliviano de 2012 |

La región tiene una alta población quechua, con el 90,9 por ciento de la población que habla quechua en Municipio Capinota.